# Antonín Langweil
Antonín Langweil (13. června 1791 Postoloprty – 11. června 1837 Praha) byl český úředník, litograf a výtvarník. Od roku 1826 až do své smrti vytvářel papírový model Prahy, zachycující historické části hlavního města, včetně čtvrtí zničených asanací na přelomu 19. a 20. století. Model je znám jako Langweilův model Prahy.

## Život a dílo

### Rodiče a dětství

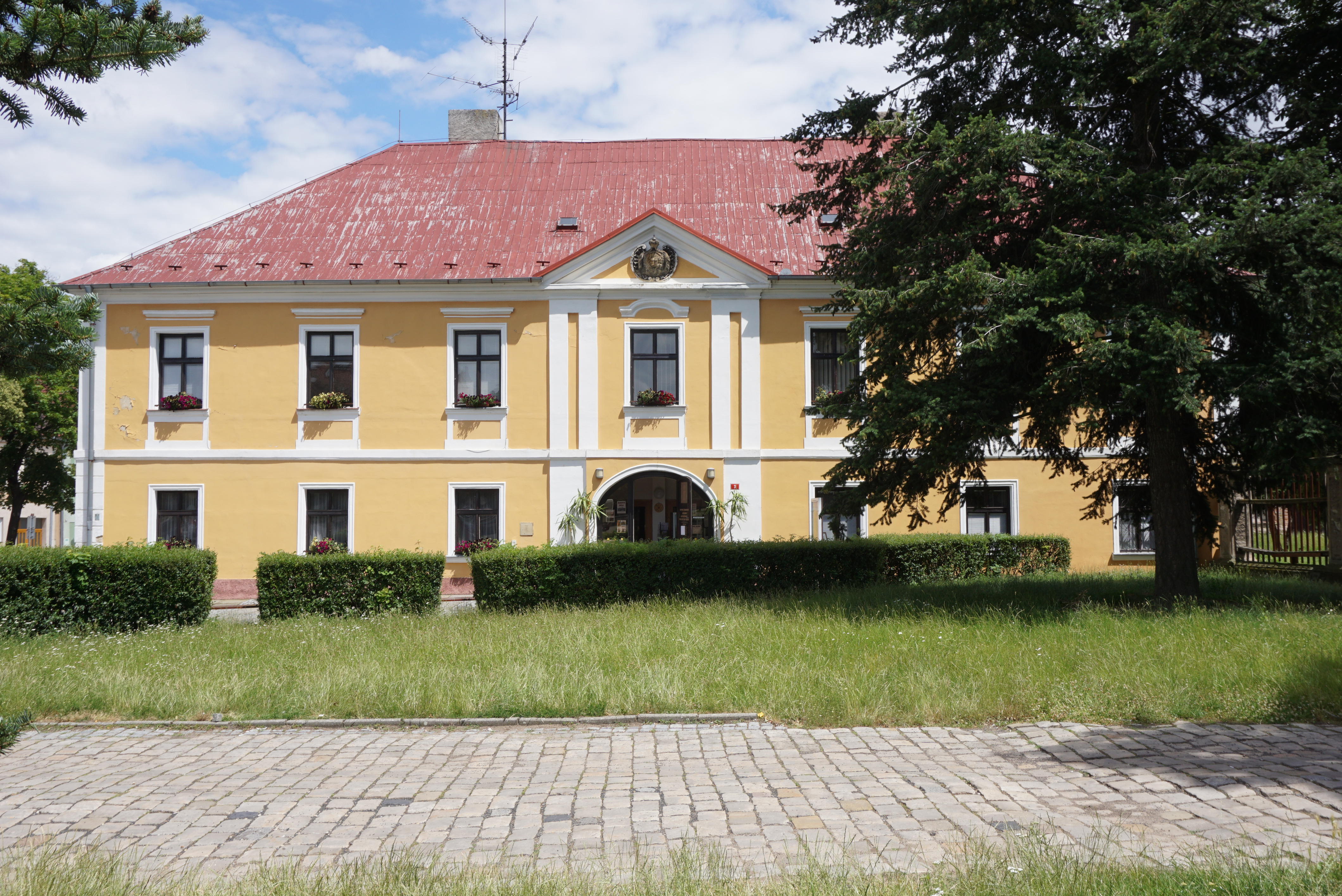
Langweilův rodný dům

Langweilův otec Vít se narodil 6. června 1746 v Chýnově u Tábora jako čtvrtý syn mlynáře z Dolejšího mlýna, v matrice byl zapsán pod českým jménem jako Vít Dlouháchvíle. Ve dvaceti odjel na zkušenou do ciziny, ve 27 letech nastoupil do chýnovského schwarzenberského pivovaru jako mládek. V roce 1774 byl povýšen na stárka pivovaru v Prachaticích, od té doby užíval už jen německou verzi příjmení. V roce 1776 byl přeložen do Českého Krumlova, kde se 20. ledna 1780 oženil se čtyřiadvacetiletou Annou Marií Turkowitzerovou, dcerou zámožného měšťana. 14. října 1780 se jim narodilo první dítě, dcera Tereza. Následující rok se přestěhovali do severních Čech, kde Vít získal místo sládka pivovaru v Toužetíně. Každý rok do rodiny přibylo jedno dítě: Barbora (* 26. ledna 1783), Anna (* 12. března 1784), jedna dcera zemřela hned po porodu v roce 1785, Josef (* 15. srpna 1786), František (* 6. prosince 1787). V únoru 1788 se rodina přestěhovala do nedalekých Postoloprt. Tam se 26. dubna 1789 narodil syn Jan a 5. května 1790 dcera Marie, kteří však oba v srpnu 1790 zemřeli na psotník.
V Postoloprtech se, jako deváté dítě, narodil 13. června 1791 Antonín. V říjnu téhož roku však na zápal plic zemřel otec Vít. Rodině po něm zůstalo dědictví 4330 zlatých zejména ve schwarzenberských obligacích (dědictví bylo uloženo ve prospěch dětí do sirotčí pokladny), vdově pak byl přiznán roční vdovský důchod 60 zlatých v hotovosti a naturální podíly. Na jaře se rodina přestěhovala k příbuzným zpět do Českého Krumlova; tam v červnu zemřela nejstarší dcera Tereza na záškrt.

### Kariéra úředníka

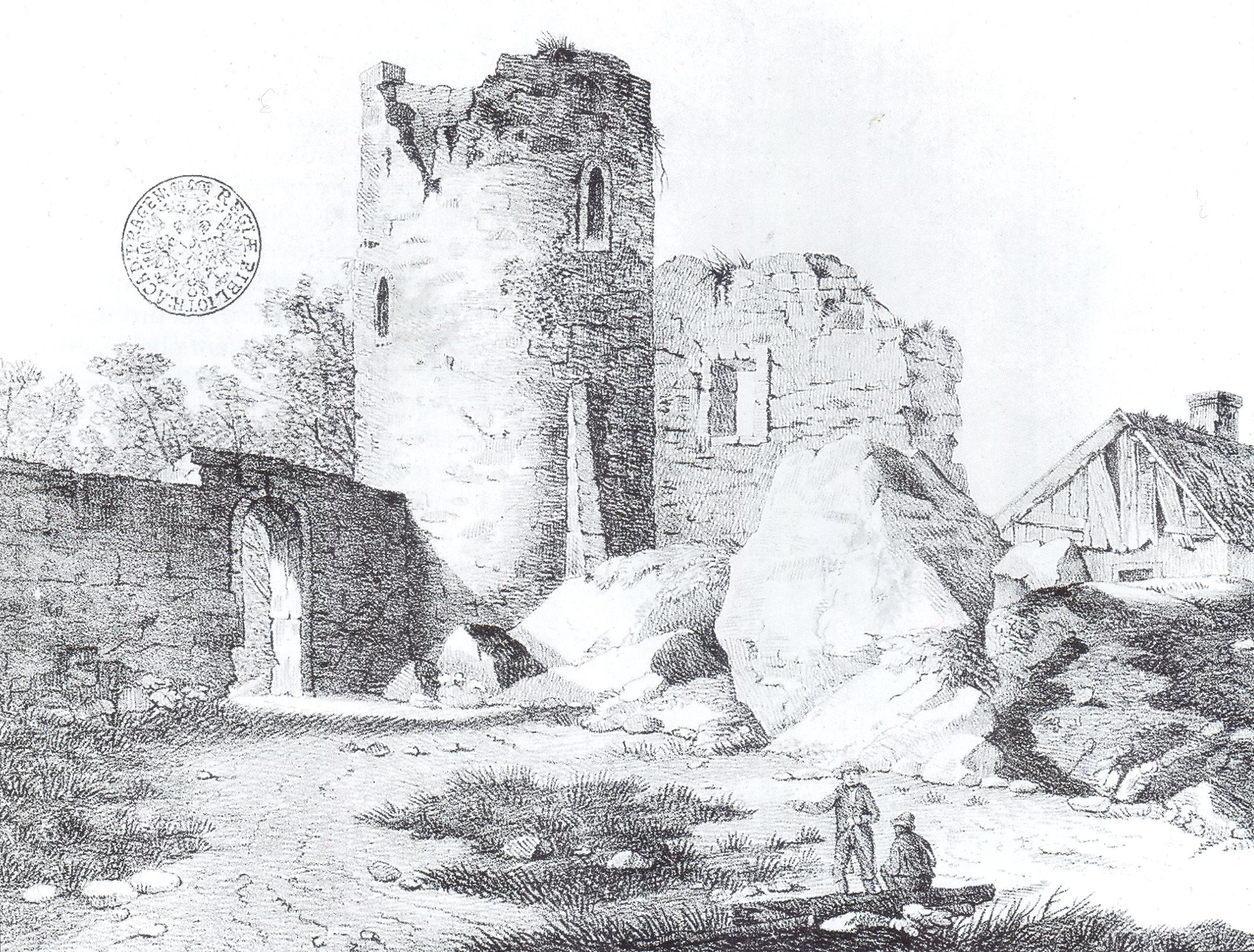
Langweilova kresba zříceniny, litografii vytiskla Schönfeldská kamenotiskárna (1821)

V letech 1805–1807 studoval Antonín piaristické gymnázium v Českých Budějovicích, po druhém ročníku však studium předčasně ukončil a patrně nastoupil jako praktikant na krumlovském velkostatku. V roce 1809 byl přijat ke tříletému studiu na Hospodářském ústavu pro schwarzenberské úředníky, kde 1812 absolvoval s výborným prospěchem a ihned poté nastoupil jako praktikant v kanceláři důchodního.
V lednu 1812 tehdy jednadvacetiletému (a tedy ještě nezletilému) Antonínovi zemřela matka. Dědictvím byl zejména dům v hodnotě 4000 zlatých vídeňské měny, který zdědil nejstarší syn Josef, který musel ostatní čtyři děti vyplatit 400 zl. v. m. každému, dále pak každý získal 845 zl. v. m. Antonínův podíl na rozprodeji pozůstalosti pak činil dalších 40 zl. v. m. Do dovršení zletilosti se o Antonínovu část dědictví staral poručník, který mu vyplácel 33 zl. v. m. ročně.
Na vlastní žádost byl Antonín v roce 1814, devět měsíců před 24. narozeninami, úředně zplnoletněn a získal zbytek dědictví po rodičích. Také se přihlásil o místo důchodního na krumlovském magistrátu, které opustil jeho švagr (manžel Barbory) Josef Adámek. 3. září mu bylo místo přiděleno, 10. září pak složil přísahu a odevzdal kauci ve výši 3000 zl. v. m. Místo mu zaručovalo roční plat 400 zl. v. m. od magistrátu a 100 zl. v. m. od pivovaru. Díky novému místu se mohl oženit: 10. dubna 1815 si vzal dvacetiletou Žofii Miškovou, 3. února 1818 se jim narodila dcera Josefa.

### Umělec
Práce úředníka však Antonína Langweila nenaplňovala zcela. Odmala bylo jeho zálibou kreslení; v dubnu 1817 požádal o tříměsíční dovolenou pro cestu do Vídně, kde se 12. května 1818 zapsal ke studiu na Akademii výtvarných umění. Ještě z Vídně pak sepsal žádost, aby si v Krumlově mohl zřídit soukromou kamenotiskárnu. Jeho žádosti by možná bylo vyhověno, v říjnu 1818 však Dvorská obchodní komise zpřísnila podmínky povolování tiskařských dílen, které z cenzurních důvodů zcela vylučovaly provozování tiskárny v místě bez policejního úřadu, takže Langweilova žádost byla nakonec zamítnuta. Langweil okamžitě podal novou žádost, tentokrát o povolení zřídit si kamenotiskárnu v Praze, kam byl ochoten se kvůli tomu přestěhovat. Toto povolení mu bylo v březnu 1819 uděleno, za podmínky, že se v Praze „usadí“.

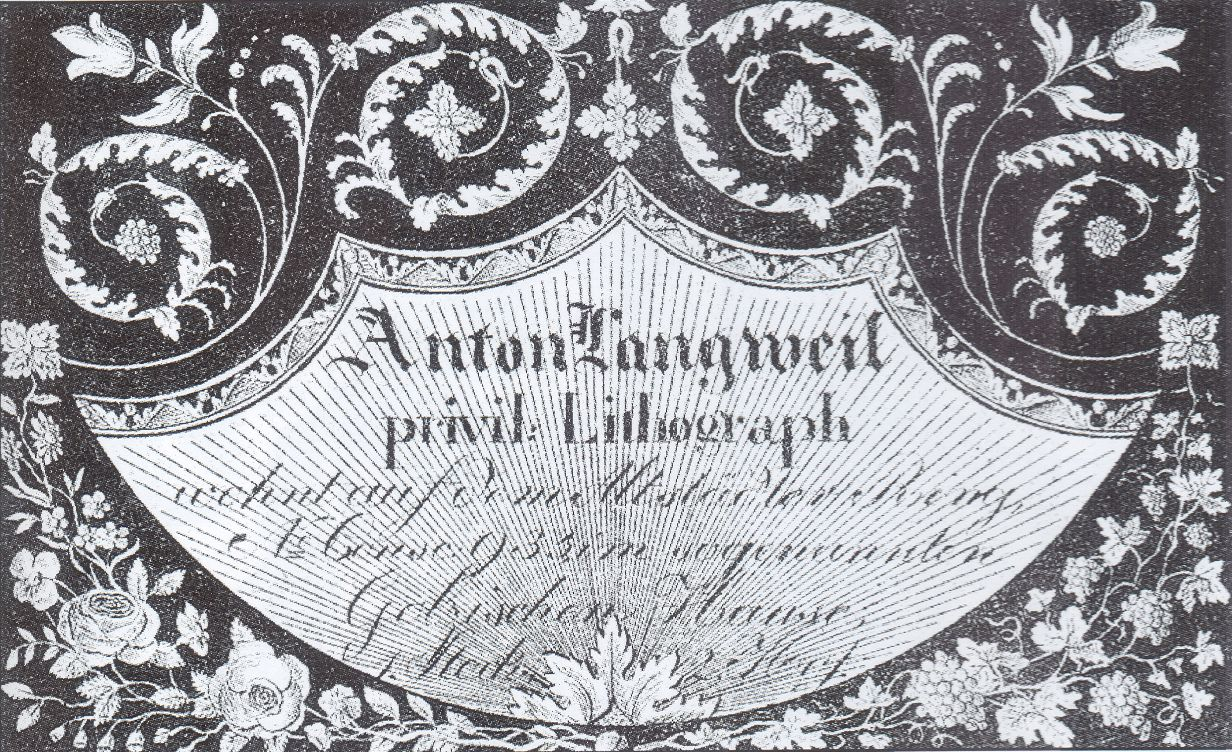
Langweilova navštívenka (1819)

Antonín proto rezignoval na své místo (na to se vrátil zpět Josef Adámek) a na začátku léta se s rodinou přestěhoval z Krumlova do Prahy. Tam se nastěhoval do pronajatého bytu s dílnou v prvním patře druhého dvora domu čp. 933 na severní straně Staroměstského náměstí. 12. srpna pak oznámil magistrátu zřízení dílny, odpovědí mu však překvapivě bylo zamítnutí, neboť neprokázal „usazení“ tím, že by byl vlastníkem domu. Proti tomuto rozhodnutí se odvolal, načež mu byl dovolen roční odklad, během něhož bude muset prokázat koupi domu.
Langweilově litografické dílně se však ekonomicky nedařilo. To mělo několik důvodů: je možné, že se pražští knihtiskaři a rytci snažili zbavit se nevítané konkurence, byrokratické překážky Langweilovi také příliš nepomáhaly (jeho žádost o povolení k vytištění čtyř objednaných zakázek podaná 11. července 1820 se odpovědi dočkala až v březnu následujícího roku), v roce 1820 si v Praze navíc litografickou dílnu zavedl známý pražský tiskař Johann Ferdinand Schönfeld.
Langweilova kariéra litografa tak skončila neúspěšně: vybavení své dílny se ztrátou prodal Schönfeldovi, který jeho živnost i se zaměstnanci a rozpracovanými zakázkami převzal, Langweilovi poskytl funkci ředitele s patrně nepříliš vysokým platem. Langweil se tak přestěhoval do objektu bývalého Anenského kláštera na Starém městě, kde Schönfeldovy provozy sídlily.
Když v listopadu 1821 Schönfeld zemřel, Langweilova pozice se ještě zhoršila, proto zvažoval změnu zaměstnání. Začal malovat, získával zakázky jako malíř tehdy populárních portrétních miniatur, tomu se však mohl věnovat jen ve velmi omezeném volném čase.

### Knihovní sluha

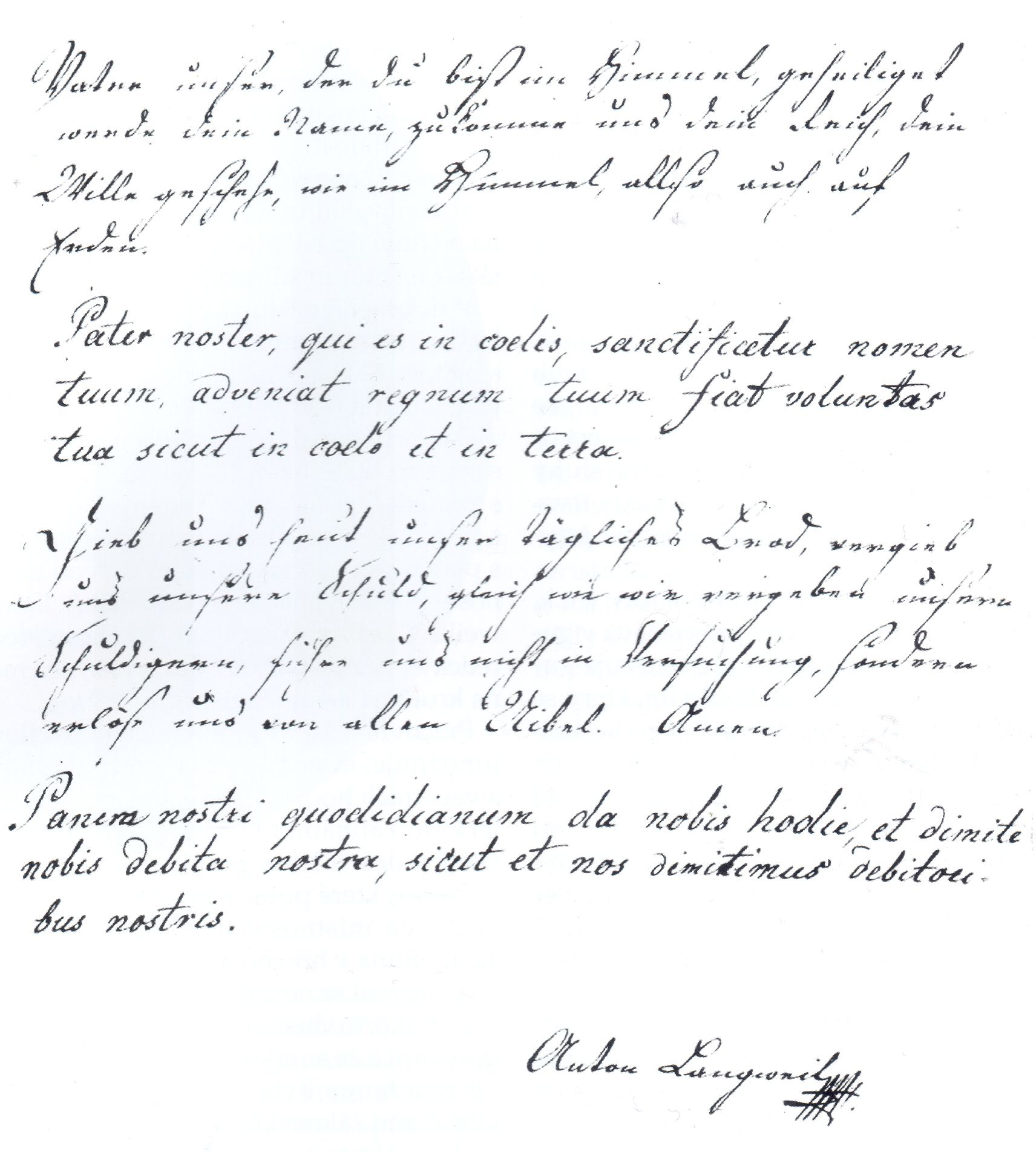
Zkouška rukopisu pro konkurs na místo v Univerzitní knihovně

V únoru 1822 se Langweil přihlásil do konkursu na smrtí uvolněné místo sluhy c. k. Univerzitní knihovny. Hlavní knihovník Langweila vyhodnotil na třetím místě, konkurs však byl opakován (kvůli později došlým žádostem) a podruhé Langweil ani vůbec nebyl mezi preferovanými uchazeči. Přesto gubernium rozhodlo o přidělení místa Langweilovi (patrně na přímluvu některého z členů gubernia). Ještě před tím se Langweilovým 18. května narodila druhá dcera, Matylda. Za necelý měsíc se rodina nastěhovala do Klementina, 22. června složil Langweil služební přísahu a získal tak místo s platem 750 zl. v. m. ročně.
Povinnosti knihovního sluhy zahrnovaly roznášení knih čtenářům a zpět, vyhledávání objednaných knih ve skladišti a jejich přenášení do čítárny a zpět, opisování titulů do katalogů a další psaní pro potřeby knihovny; to vyžadovalo dobrý zdravotní stav a fyzickou kondici, dobrý rukopis a jazykové a literární znalosti. Zaměstnání bylo klidné a poskytovalo Langweilovi dostatek volného času; v tom se Langweil věnoval umění. Pravidelně se účastnil výstav pražské Akademie, kde vystavoval hlavně portréty. I nadále tvořil portrétní miniatury, jejichž prodejem si přivydělával, za zakázkami i cestoval (bral si na to dovolenou). Dochovala se necelá desítka miniatur, malovaných akvarelem a kvašem s černou podkresbou na slonovinové destičce, pečlivě signovaných a datovaných. Z nich dvě – autoportrét a portrét bratra Antonína – jsou ve sbírce Národního muzea v Praze.

### Tvorba modelu Prahy
V březnu 1826 byl v pražském paláci Platýz vystaven sádrový model reliéfu Paříže od Symphoriena Carona. Tento model v měřítku 1:1739 zabíral plochu cca 6,1 m² a autorovi jeho tvorba zabrala zhruba šestnáct let práce. Langweil tuto výstavu navštívil, přičemž zážitek probudil jeho starší nápad na tvorbu modelu Prahy. V knize Prag wie es war und wie es ist z roku 1830 od Julia Maxe Schottkyho je otištěna Langweilova vzpomínka:

Před několika roky při svých procházkách po nejpěknějších vyhlídkách pražského okolí mne napadlo: Jak krásné by muselo být toto velebné město v malém modelu! Touto myšlenkou jsem se dlouhý čas zabýval, avšak volba materiálu k zhotovení modelu mi připadala velice obtížná. Po řadě marných pokusů jsem se myšlenky pomalu vzdal. Dokonce při opětných pohledech na Prahu z Petřína, který je nejpříhodnějším místem, odkud lze přehlédnout celé město, jsem byl rád, že jsem tu obrovskou práci nepodnikl. Tato myšlenka ale nebyla zcela zapomenuta, jen dřímala v mém podvědomí, znovu procitla roku 1826 a já hned přikročil k jejímu uskutečnění. Příčinou toho náhlého podnětu byl v Praze vystavený reliéf Paříže. Ten mi dodal odvahy, abych se pokusil vytvořit něco podobného nebo snad i lepšího.

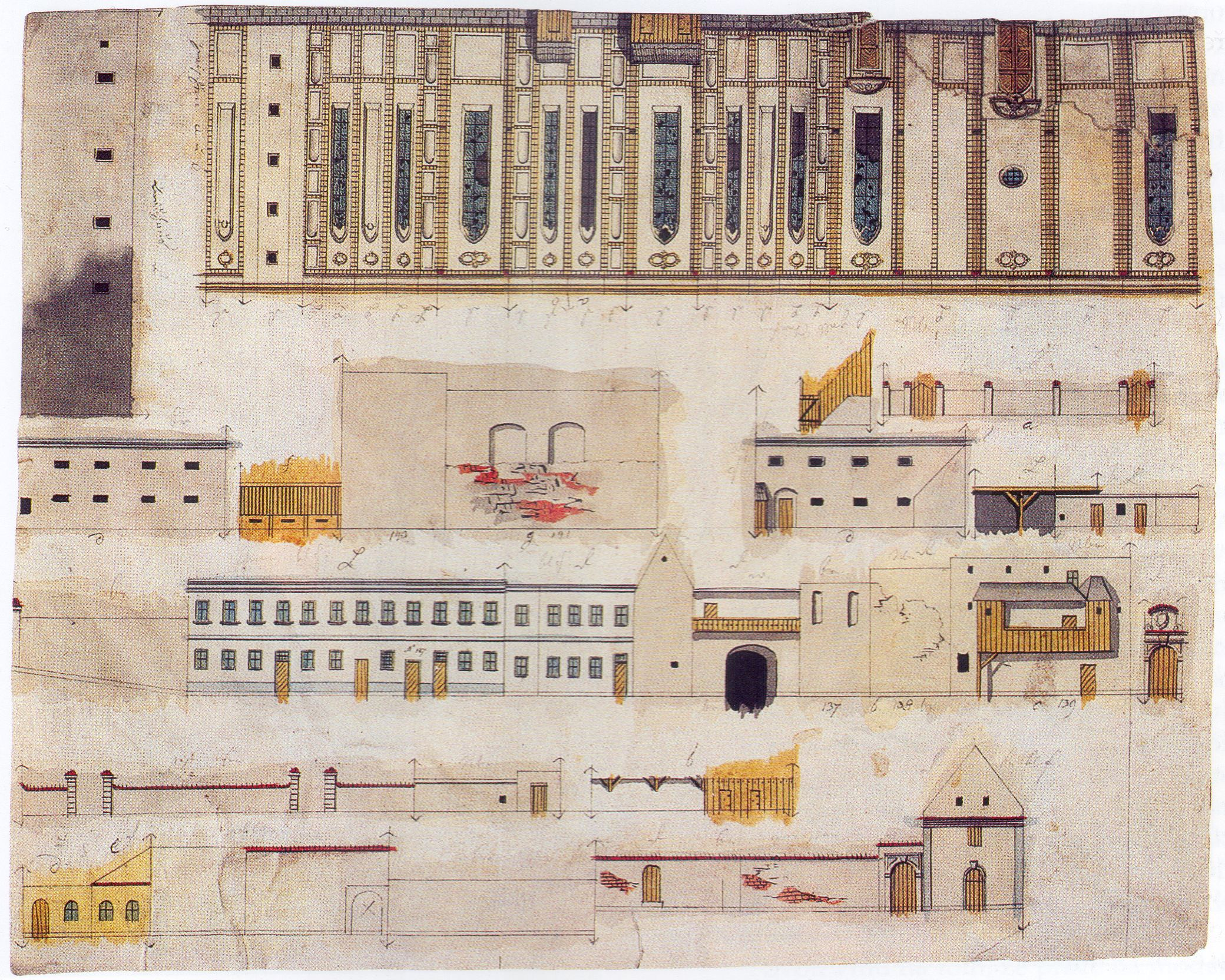
Strahovský klášter v nedokončené části Langweilova modelu

Langweil si pořídil Jüttnerův přesný plán Prahy v měřítku 1:4320 z let 1811–1815. Ten devětkrát zvětšil a zhotovil si maketu půdorysu města v měřítku 1:480, objekty se rozhodl mírné převýšit, aby měl prostor pro detaily.Jako materiál zvolil papírovou lepenku. V den svých 35. narozenin, 13. června 1826, se pustil do práce na modelu,kterou začal svým tehdejším působištěm – Klementinem. Při studiu budovy Klementina měl konflikt s rektorem arcibiskupského semináře, po čemž raději požádal o policejní povolení k zakreslování domů. (Motiv Langweila potají vnikajícího do soukromých prostor, aby je mohl znázornit ve svém modelu, ve své povídce Dobyvatel fiktivně zpracoval Adolf Branald.)
Podle náčrtků zhotovoval na papíře akvarelové kresby, které lepil na karton nebo dřevěné kostry. Dřevo používal i na modelování terénu, kostelních kopulí a komínů. Sochy na Karlově mostě a sloup na Staroměstském náměstí byly ze slonoviny. Stromky a keře tvořil ze stříhané barevné vlny. Každý dům a dvorek byly zobrazeny do nejmenších detailů.
Práce na modelu byla pro Langweila poměrně finančně náročná, takže si dále přivydělával prodejem miniatur, navíc také vytvořil několik samostatných modelů šlechtických paláců. Své modely vystavoval na výstavách Akademie (roku 1827 Clam-Gallasův palác, 1828 Palác Kinských, 1829 Pachtův palác, před rokem 1830 dvě verze letohrádku Kinských pod Petřínem; patrně pracoval také na modelu zámku hraběte Clam-Martinice ve Smečně).

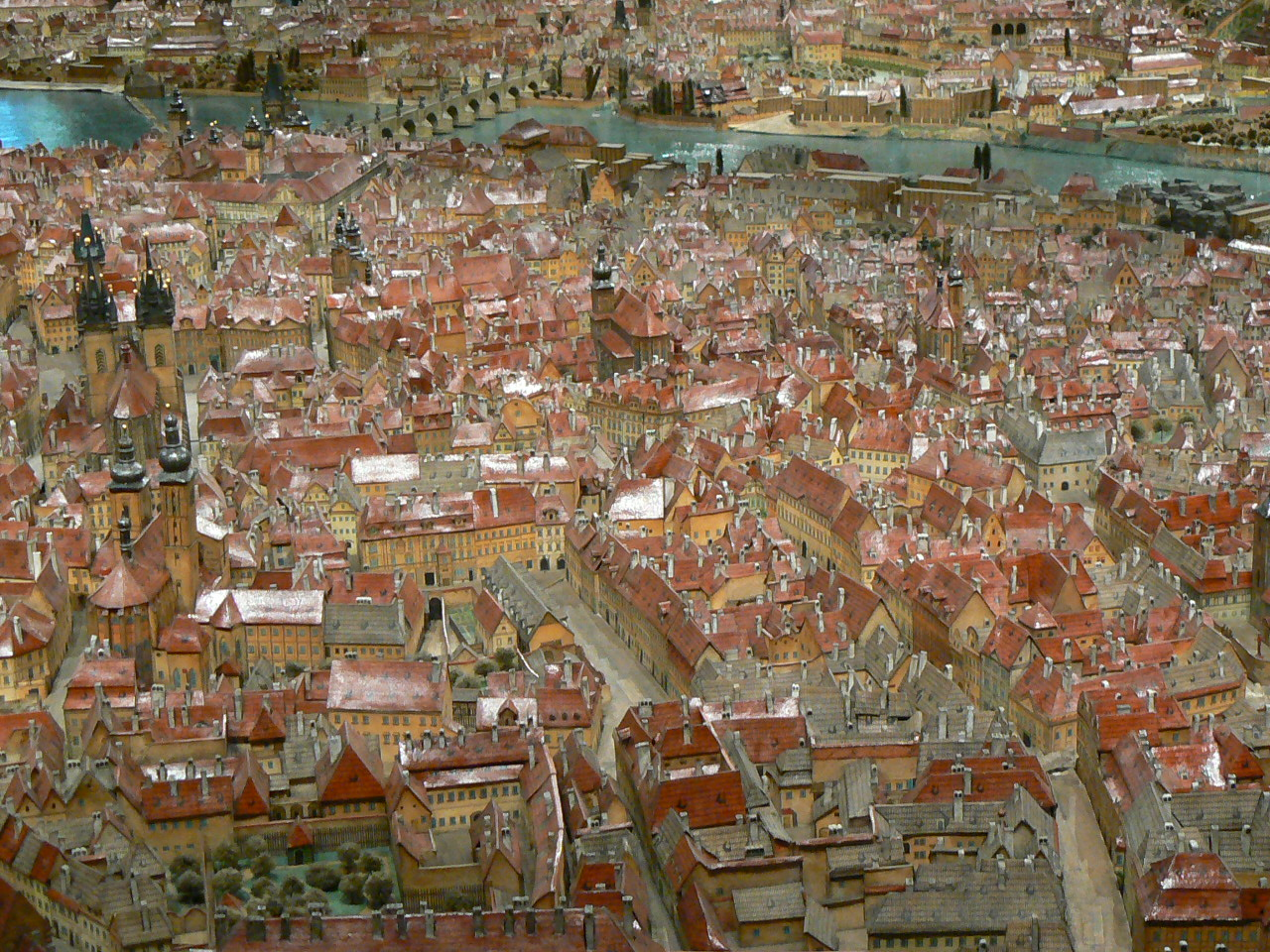
Langweilův model Prahy

Do roku 1829 dokončil severní část Starého Města s více než 600 objekty a rozhodl se zkusit získat nějaké finanční prostředky uspořádáním výstavy. V květnu si k tomu účelu pronajal místnost v druhém patře tzv. Bondyovského domu na Malém náměstí (čp. 459). Zájem o výstavu nebyl příliš vysoký; přestože se Langweil postaral i o zmínky o výstavě v tehdejším tisku, výdělek patrně sotva zaplatil náklady. Modelu však ve své knize Prag wie es war und wie es ist věnoval Julius Max Schottky celou kapitolu, čímž se povědomí o modelu rozšířilo mezi vzdělanější vrstvy.
O dva roky později měl Langweil dokončeno celé Staré Město a Židovské ghetto, celkem s více než 1228 objekty. V květnu 1831 proto na stejném místě jako poprvé uspořádal druhou výstavu, která měla zřejmě mírně vyšší úspěch. Z finančních důvodů Langweil zvažoval možnost vystavovat model kočovným způsobem po celé vlasti; zažádal si pro svou ženu o povolení, které mu sice bylo uděleno, od plánu však rodina upustila. V žádosti Langweil vyjádřil svůj odhad, že by model mohl dokončit kolem roku 1840.
V práci na modelu pokračoval levým břehem, na kterém se nacházelo mnoho vojenských budov. V roce 1831 proto získal povolení k zakreslování vnějších a nádvorních fasád vojenských objektů, jejich zahrad a dvorů, s výjimkou jakéhokoli zaměřování a zakreslování pražských hradeb.

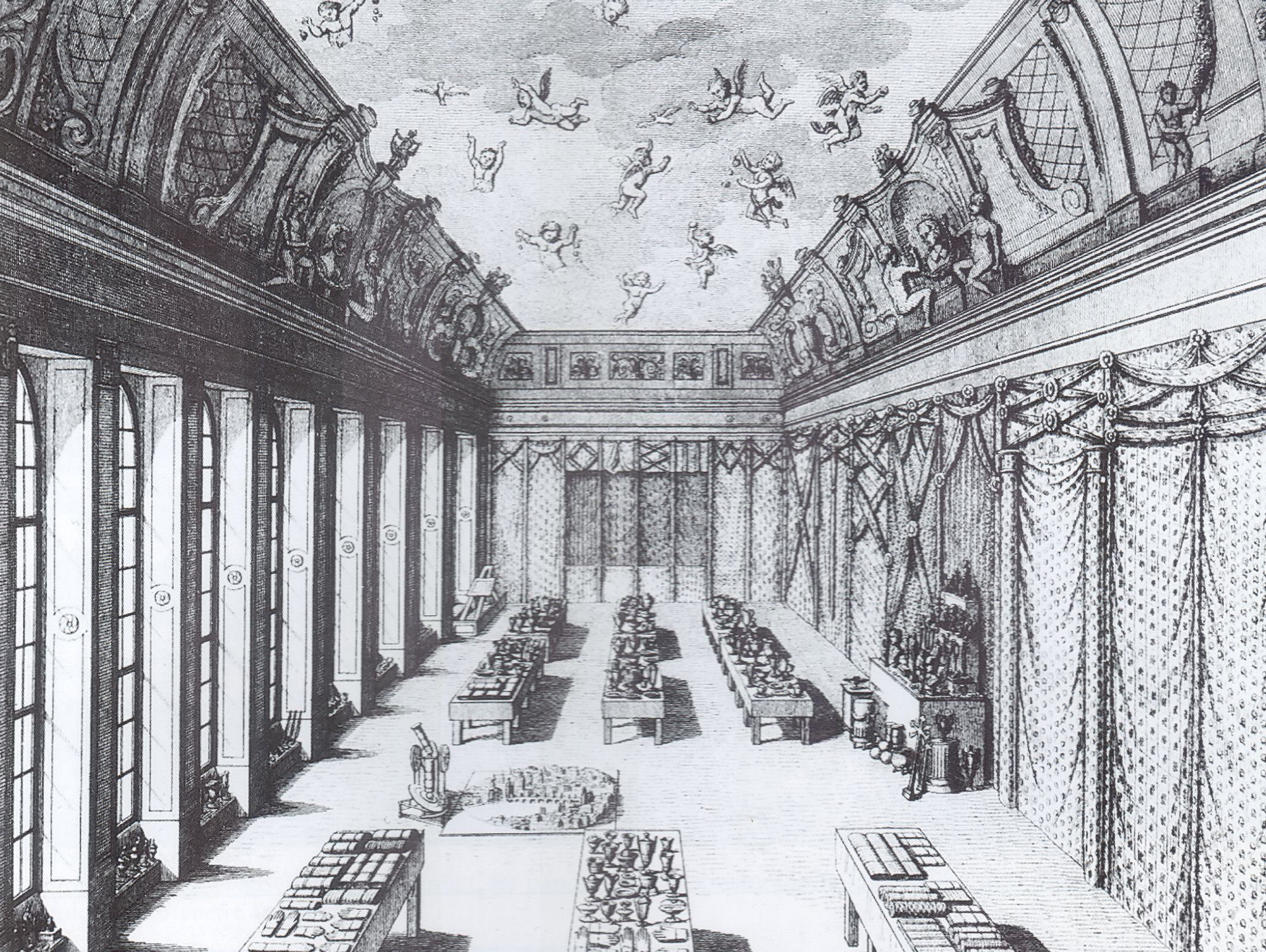
Langweilův model uprostřed Německého sálu na páté průmyslové výstavě v Praze (1833)

V roce 1833 byla při příležitosti pobytu Františka I. v Praze narychlo zorganizována pátá průmyslová výstava. Na ní byl uprostřed Německého sálu Pražského hradu vystaven Langweilův model (a vybaven optickým přístrojem pro sledování detailů). V té době byl hotov pravý břeh, Karlův most a část malostranského břehu. Výstavy Langweil využil k tomu, aby císaře požádal o finanční podporu tvorby modelu:

Vaše Veličenstvo,
již sedm let pracuje nížepodepsaný na plastickém modelu hlavního města. Díky věrnosti detailu a výstižnosti celku byla tato namáhavá práce doporučena všemi znalci a přáteli podobných topografických podniků a uznána za hodna zařazení mezi nejzdařilejší umělecké a hodnotné předměty k vystavení v c. k. Rytířském sále.
Dokončená část modelu hlavního města Prahy při sedmiletém odříkání již stála nížepodepsaného sumu 2000 zl. a ten se tak vydal ze všech prostředků. Protože dílo, které bude jednou zajímavé pro potomstvo, se chýlí ke konci, odvažuje se ponížený podepsaný Jeho Veličenstvo na kolenou prosit, aby dokončení díla umožnil laskavou podporou.
Pokud by mělo Jeho Veličenstvo dokonce přání koupit od poníženého podepsaného již hotový díl modelů a jeho dohotovení ráčilo částečně podpořit, podepsaný by na dokončení chybějící části pracoval neúnavně, a kdyby byl zbaven starostí, dovedl by své dílo mnohem dříve k cíli.
S důvěrou hledí vstříc poslušný podepsaný nejvyššímu rozhodnutí a pro věrného poddaného nemůže být větším štěstím, než milostiplná pozornost jeho nejlaskavějšího vroucně milovaného panovníka.
Praha, 26. srpna 1833

Antonín Langweil

Dopis však putoval byrokratickým aparátem, přes několik kladných posudků vyslovil František Antonín Kolovrat zamítavé stanovisko, oficiální odmítnutí obdržel Langweil až na začátku následujícího roku.
Dne 10. června 1834 se Langweilovým narodila dcera Anna.
Poté, co v září 1834 vyhořela ves Blatná, se pořádaly různé dobročinné akce na podporu postižených. Jednou z těchto akcí byla výstava Langweilova modelu, kterou v Rytířském sále Valdštejnského paláce pořádal Kristián hrabě z Valdštejna. Polovina vstupného byla věnována na dobročinnost, druhá polovina Langweilovi: jeho výdělek činil 63 zlatých a 15 krejcarů, z čehož lze určit, že výstavu navštívilo zhruba 1300 lidí. V době výstavy model obsahoval Staré Město, celou Malou Stranu, hradní vrch s císařským hradem a dómem, Tereziánský ústav šlechtičen, Lobkovický palác a věž v Jelením příkopu. V konečné podobě model měl na délku 5,76 m, na šířku 3,24 m.

### Problémy zdravotní i finanční, smrt

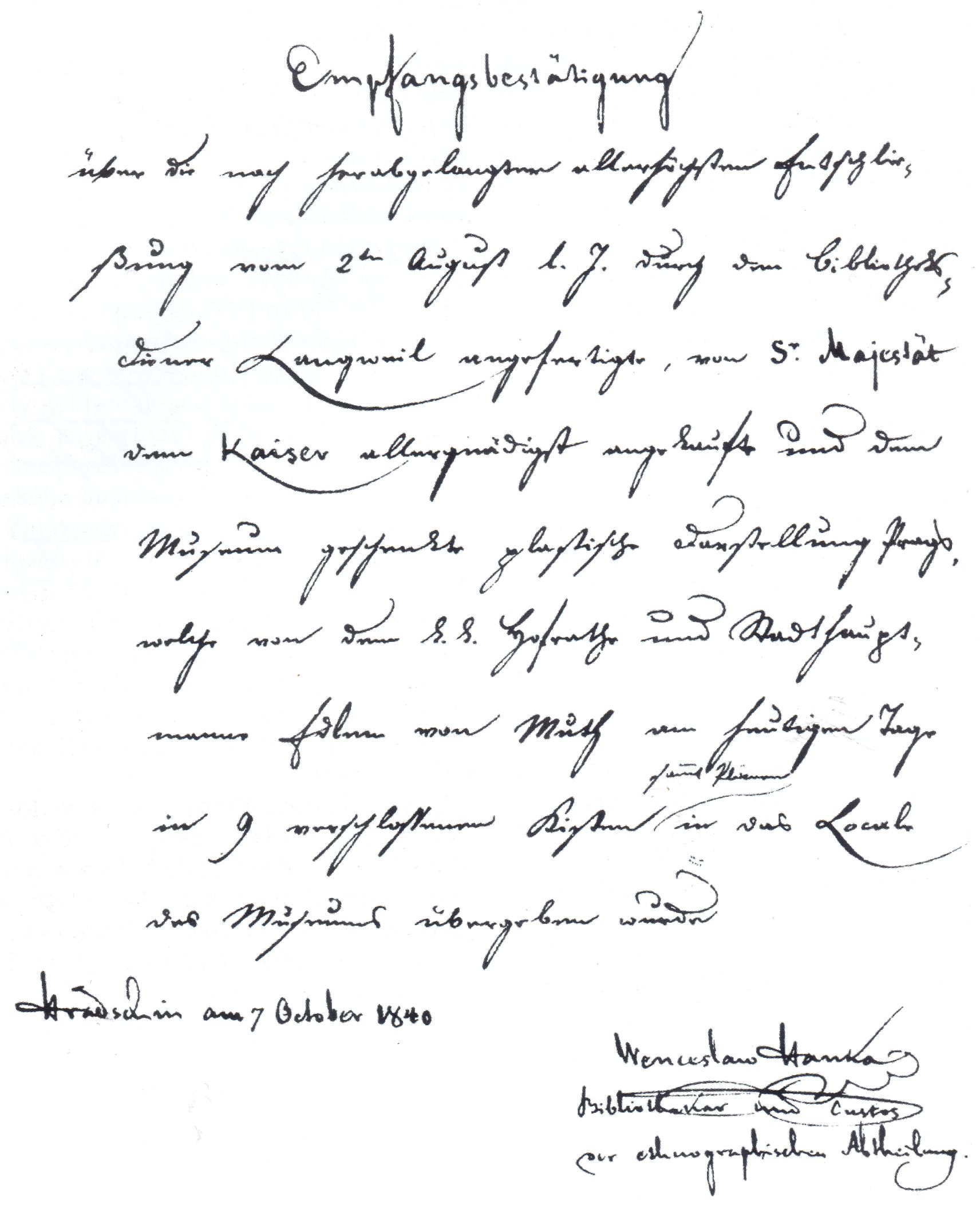
Potvrzení Václava Hanky o převzetí devíti beden obsahujících Langweilův model darovaný muzeu císařem

Langweil dlouhodobě trpěl zdravotními problémy: už roku 1823 hlásil v žádosti o dovolenou problémy se zdravím, v roce 1824 prodělal revmatický zánět pobřišnice, roku 1827 žádal ze zdravotních důvodů o zproštění povinnosti oprašovat knihy. Jeho zdravotní stav se zřejmě vytrvale zhoršoval, k čemu přispívaly i nedobré životní podmínky.
V říjnu 1835 vyrobil Langweil pro císaře jako dar ke korunovaci model Pražského hradu, přičemž doufal v peněžní odměnu, která však nepřicházela. 1. února 1836 se Langweilovým narodila čtvrtá dcera, Žofie, což ale znamenalo také další zhoršení finanční situace. Langweil se v dubnu odhodlal požádat o příspěvek dopisem, což mu konečně přineslo úspěch – v květnu převzal dar 150 zlatých. I díky finanční podpoře od císaře zorganizoval Langweil další výstavu modelu, opět pod patronátem hraběte Valdštejna, tentokrát šla na dobročinné účely třetina vstupného.
Langweilův zdravotní stav však již začínal být velmi vážný. Po celý rok 1836 se léčil na chronické astma a břišní a plicní vodnatelnost. Na jaře 1837 již byl prakticky trvale připoután na lůžko.
Ze strachu o budoucnost modelu i rodiny požádal dopisem v dubnu 1837 hraběte Karla Chotka, zda by model nezakoupil, přičemž navrhoval cenu 800 zl., která by pokryla pouze spotřebovaný materiál. Předseda výboru společnosti Vlasteneckého muzea, Kašpar Šternberk, nákup modelu odmítl jak z finančních, tak prostorových důvodů.
Antonín Langweil zemřel 11. června 1837, asi dva týdny poté, co mu byl doručen odmítající dopis. Byl pohřben nejprostším možným způsobem, ani tak však rodina neměla na zaplacení rakve ani hrobníka, navíc měla dluh u lékaře i lékárníka. Náklady tak na žádost vdovy uhradila c. k. Státní účtárna.
Rodina získala vdovskou penzi 100 zl. k. m. ročně a 12,5 zl. pro každou ze čtyř nezletilých dcer. Bydlení v Praze však bylo pro rodinu příliš finančně náročné, v srpnu 1838 se proto odstěhovala zpět do Českého Krumlova, kde se vdovy i s pěti dcerami ujal švagr Josef. Devět beden s modelem však laskavostí knihovny zůstaly v Klementinu. V lednu 1840 vdova požádala císaře Ferdinanda I. o zakoupení modelu, který bez užitku přebýval na půdě Klementina. Této žádosti bylo vyhověno, císař model od rodiny odkoupil za 500 zlatých a daroval jej Vlastenskému muzeu.